# Municipio de Columbia (condado de Tuscola)
El municipio de Columbia (en inglés: Columbia Township) es un municipio ubicado en el condado de Tuscola en el estado estadounidense de Míchigan. En el año 2010 tenía una población de 1284 habitantes y una densidad poblacional de 13,78 personas por km².

## Geografía
El municipio de Columbia se encuentra ubicado en las coordenadas 43°37′37″N 83°24′46″O / 43.62694, -83.41278. Según la Oficina del Censo de los Estados Unidos, el municipio tiene una superficie total de 93.18 km², de la cual 93,18 km² corresponden a tierra firme y (0 %) 0 km² es agua.

## Demografía
Según el censo de 2010, había 1284 personas residiendo en el municipio de Columbia. La densidad de población era de 13,78 hab./km². De los 1284 habitantes, el municipio de Columbia estaba compuesto por el 97,2 % blancos, el 0,23 % eran amerindios, el 0,23 % eran asiáticos, el 0,16 % eran isleños del Pacífico, el 1,4 % eran de otras razas y el 0,78 % eran de una mezcla de razas. Del total de la población el 3,04 % eran hispanos o latinos de cualquier raza.